# Podmornice klase Foxtrot
Klasa Foxtrot je NATO oznaka za ophodne dizel-električne podmornice koje se su proizvodile u SSSR-u pod oznakom Projekt 641.
Foxtrot je dizajnirana kao nasljednik prethodne klase Zulu koja je patila od nekih nedostataka koji su ograničavali njezinu punu upotrebljivost. Kobilica prve podmornice ove klase je položena 1957., 1958. je ušla u službu a 1983. je završena posljednja s ukupno 62 napravljene jedinice. Sve su se gradile u Lenjingradu.

Iako je svojedobno bila dosta napredna, bila je i bučnija od ostalih podmornica zbog pogona s tri vijka. U trenutku kada je završena posljednja podmornica, klasa Foxtrot je bila potpuno zaostala. Uz Rusiju koja ih prema nekim izvorima još uvijek koristi, klasa je korištena i u Libiji, Kubi, Indiji, Ukrajini i Poljskoj.